# 美國槍支政策
槍支管制的相關政策一直是美國政治中的爭議議題，持枪权的支持者和枪支管制的支持者（不等同反對持枪权）在该问题上分歧很大，经常在枪支管制、枪支造成和预防犯罪、公共安全等问题上争论不休。美國共和黨以及美國步槍協會反對槍支管制，美國民主黨支持槍支管制。

## 槍文化
歷史學家理察·霍夫施塔特在他的文章《美國是一種槍文化》中提出了「槍文化」的概念，用來描述美國人長期以來對武器的熱愛。很多美國公民接受並贊同擁有槍支權利是美國傳統的一部分。一些人，特別是美國中西部和美國南部的人，認為個人擁槍自我防衛是美國身份認同的中心特徵。這源自美國的邊疆開拓史——槍支作為早期美國白人對抗原住民印第安人、動物、外敵的自我防衛武器，是美國19世紀向西部擴張的一個重要組成部分，因為開拓者需要對自己的安全負責。而槍支的重要性來自美國文化的狩獵活動。直到今天，狩獵仍是這個國家一種流行的體育項目。
主张限制政府权力的自由意志主义者也支持持枪权，认为：持枪是天赋人权，不得剥夺；民众持枪可有效抵制政府扩张，防止政府滑向集权政府。
1995年，根據美國煙酒槍炮及爆裂物管理局的估計，全美槍支的數量為2.23億。2005年，18%的美國人擁有槍支，相比之下美國的北鄰加拿大有3%的成人擁有槍支。到了2011年，34％的美國成年人擁有一支槍，其中46％為成年男性，23％為成年女性。2011年，美國47%的家庭擁有槍支。槍支也是當代美國流行文化的一個突出愛好，並頻繁出現在電影、電視、音樂、書籍和雜誌上。
亨利·吉魯在他的文章《大規模槍擊與美國暴力文化》指出，美國槍支問題關聯著政治腐敗，是超級富豪和大財團掌控權力、與美國社會個人主義價值觀泛濫等因素共同作用的結果。鼓吹擁槍權的團體和軍工企業以巨額資金賄賂政客，並利用大財團控制的美國媒體不斷向公眾灌輸“個人自由等同於不受約束的擁槍權”的觀念。

## 政治爭議
美國在槍支政策的政治爭論分歧廣泛。包括從實用性方面的爭論：槍支擁有權是制造還是在遏制犯罪？憲法層面的爭論：美國憲法第二修正案（Second Amendment）應該如何詮釋？到道德方面的爭論：個人通過持有槍支獲得自我保護的權利與維護公眾安全和人民的利益之間應該如何平衡？總結來說，對持枪权的政治爭論主要集中在下面兩個基本問題：
- 政府是否有權管控槍支？
- 如果是的話，公共政策是否可以有效管控槍支？

第一類，統稱為以權利為基礎的論點，包括憲法第二修正案的論點、州憲法的論點、自我防衛權利的論點、反對暴政和侵略的論點。第二類公共政策的論點，圍繞在民兵、減少槍支暴力和槍支死亡的重要性，此外還可以包括關於反抗外來侵略的論點。

## 槍械造成的兇殺比率
美國人口只佔全球人口大約5%，但是美國公民却擁有全球公民所擁有槍械的42%。根據聯合國毒品和犯罪問題辦公室的統計，2009年美國60％的兇殺案有使用槍械。
下面的表格對美國和其他幾個國家在槍械造成的兇殺案例數量上做了比較。
| 國家     | 每百居民槍械擁有率 | 由槍械造成的兇殺案例 | 槍械造成的兇殺比率（每10萬人） | 总兇殺比率（每10萬人） |
| -------- | ------------------ | -------------------- | ------------------------------ | ---------------------- |
| 美國     | 89                 | 9,960                | 3.2                            | 4.8                    |
| 瑞士     | 46                 | 40                   | 0.52                           | 0.7                    |
| 瑞典     | 31.6               | 18                   | 0.19                           | 1.0                    |
| 法國     | 31.2               | 142                  | 0.23                           | 1.1                    |
| 加拿大   | 31                 | 173                  | 0.5                            | 1.6                    |
| 德國     | 30                 | 158                  | 0.2                            | 0.8                    |
| 墨西哥   | 15                 | 11,309               | 10                             | 23.7                   |
| 澳大利亞 | 15                 | 30                   | 0.1                            | 1.0                    |
| 土耳其   | 12.5               | 1,269                | 1.61                           | 2.6                    |
| 英國     | 6                  | 18                   | 0.03                           | 1.2                    |
| 日本     | 0.6                | 11                   | <0.01                          | 0.4                    |

備註：數據為最新有數據的年份，通常為2009年或2010年。
美國槍械造成的兇殺各州有差異。2010年，兇殺比例最低的是佛蒙特州（0.3）和新罕布什爾州（0.4），最高的是哥倫比亞特區（16.9）和路易斯安那州（7.8）。

## 相關槍支政策
1986年，美國国会通过《武器拥有者保护法》，将联邦政府部门对枪支的检查限定为每年一次。小布什政府时期，《联邦攻击性武器禁售令》10年期满，国会拒绝重新进行审议，致使法案最后自动失效。
比尔·克林顿政府时期，美国国会通过《联邦攻击性武器禁售令》，明确禁止在民间出售19种半自动枪械以及10发以上的子弹夹。
2016年1月，奥巴马政府发布行政命令，规定禁止患有某些严重精神疾病的患者购枪，要求精神疾病患者的医疗保险商向联邦调查局提交相关身份信息以供购枪许可审核。此外該行政命令要求枪支经销商持证上岗，加强枪支购买者的背景审查。
2017年2月，美國國會废除了奥巴马政府发布的控槍行政命令。
2018年3月，佛罗里达州参议院通过一项允许教师在校园内携枪的法案。
2022年5月12日，美国联邦上诉法院裁定，加州禁止贩售半自动武器给21岁以下成人的规定违宪。
2022年9月1日起，包括时报广场在內的纽约各处一些地点，携带枪支可能将被视为重罪。

## 外部連結
- 中的“美國槍支政策”

支持槍械管制：
- 防止槍支暴力布雷迪運動（英文） （页面存档备份，存于）
- 暴力政策中心（英文） （页面存档备份，存于）
- 防止槍支暴力法律中心（英文） （页面存档备份，存于）

支持持槍權利：
- 美國步槍協會（英文） （页面存档备份，存于）
- 第二修正案基金會（英文） （页面存档备份，存于）
- 美國槍支所有者（英文） （页面存档备份，存于）